# شهرستان لنگرود
شهرستان لنگرود یکی از شهرستان‌های استان گیلان است که در غرب به شهرستان لاهیجان و در شرق به شهرستان رودسر منتهی می‌شود. شهر لنگرود مرکز این شهرستان است.
شهرستان لنگرود با وسعتی حدود ۴۸۰ کیلومترمربع در ناحیه شرق گیلان قرار گرفته است و فاصله آن با مرکز استان ۶۰ کیلومتر است. لنگرود از شمال به دریای خزر، از جنوب و غرب به لاهیجان و از شرق به رودسر منتهی می‌گردد.
آخرین داده‌های مرکز آمار ایران جمعیت شهرستان لنگرود را در سال ۱۳۹۵ در حدود ۱۴۰٬۶۸۶ نفر (۴۹٬۳۵۱ خانوار) برآورد کرده است.

## تقسیمات کشوری
در تقسیمات جدید کشوری ایران که در زمان رضا شاه پهلوی شکل گرفت، لنگرود از بخش‌های شهرستان رشت بود. در ۲۸ خرداد ۱۳۲۴ به تصویب هیئت وزیران، لاهیجان به شهرستان تبدیل و لنگرود همراه با رودسر از رشت جدا و تابع شهرستان لاهیجان شد. لنگرود هم‌اکنون شهرستانی مستقل و از سه بخش تشکیل شده است:
- بخش مرکزی شهرستان لنگرود
  - دهستان دیوشل
  - دهستان گل سفید

شهرها: لنگرود، چاف و چمخاله
- بخش اطاقور
  - دهستان اطاقور
  - دهستان لات لیل

شهر: اطاقور
- بخش کومله
  - دهستان دریاسر
  - دهستان مریدان

شهرها: کومله و شلمان